# Куртон ле Декс Еглиз
Куртон ле Декс Еглиз (фр. Courtonne-les-Deux-Eglises) насеље је и општина у северној Француској у региону Доња Нормандија, у департману Калвадос која припада префектури Лисје.
По подацима из 2011. године у општини је живело 670 становника, а густина насељености је износила 48,98 становника/km². Општина се простире на површини од 13,68 km². Налази се на средњој надморској висини од 110 метара (максималној 201 m, а минималној 90 m).

## Демографија
| 1962. | 1968. | 1975. | 1982. | 1990. | 1999. | 2011. |
| ----- | ----- | ----- | ----- | ----- | ----- | ----- |
| 483   | 538   | 487   | 440   | 471   | 541   | 670   |

График промене броја становника у току последњих година